# Суражский уезд

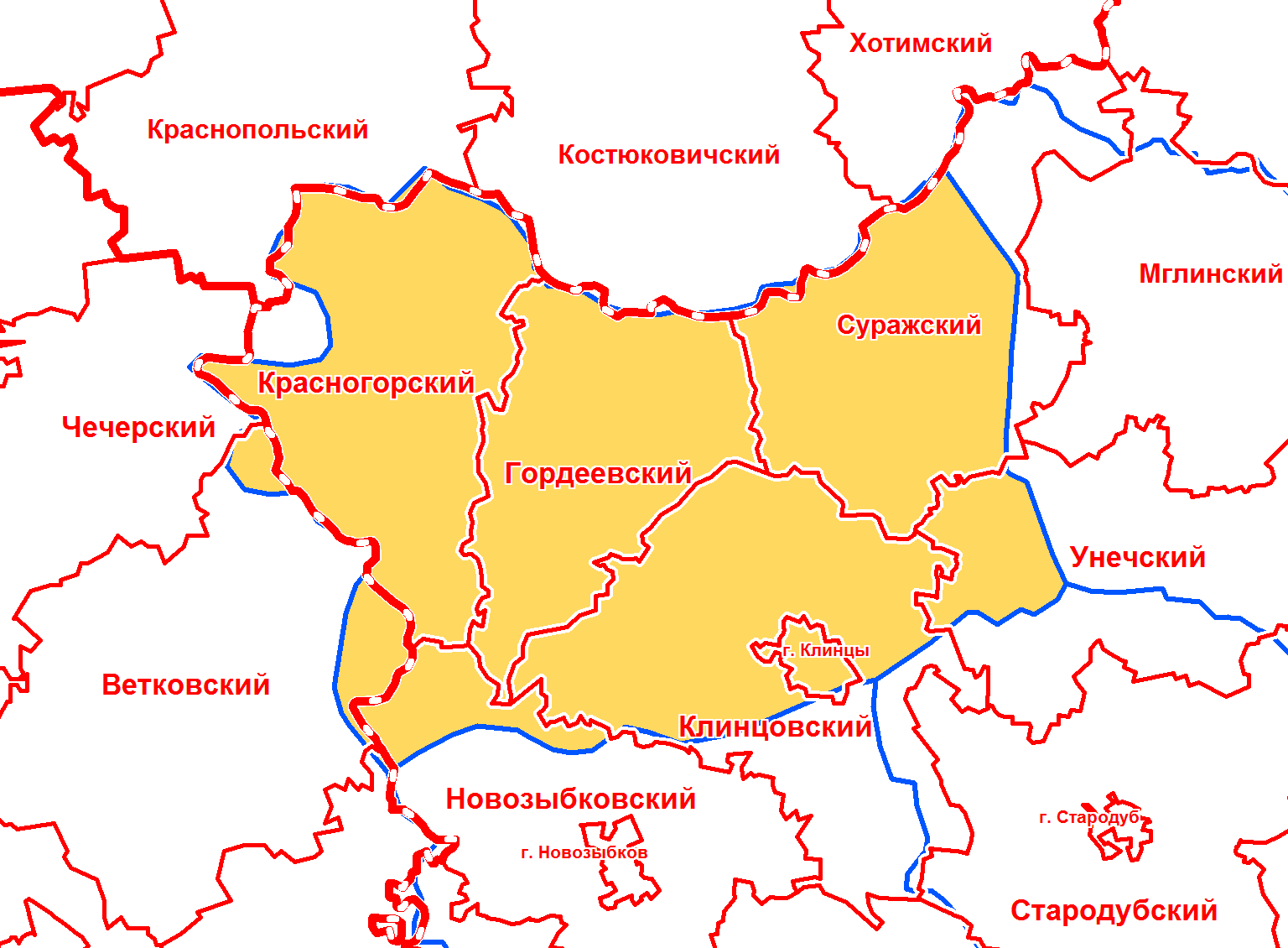
Суражский уезд в современной сетке районов

Сура́жский уезд — административно-территориальная единица, учрежденная в 1781 году в составе Новгород-Северского наместничества (центр — город Сураж (Сураж на Ипути)). С упразднением наместничеств (1796), Суражский уезд вошёл в состав Малороссийской губернии, а с 1802 — Черниговской губернии.

## История
Суражский уезд был сформирован на основе территории Новоместской сотни Стародубского полка с частичным изменением её границ и включением значительной части Мглинской сотни. В период существования Малороссийской губернии Суражский уезд, вероятно, был временно расформирован (предположительно — включен в состав Мглинского уезда), но уже 27 марта 1803 года вновь восстановлен.
Территория Суражского уезда принадлежит к бассейнам рек Ипути и Беседи, впадающих в Сож. В этническом отношении, в Суражском уезде до конца XIX века преобладало белорусское население. Значительную часть населения также составляли русские старообрядцы, основавшие здесь ряд слобод, важнейшая из которых — Клинцы (с 1782 посад) — была существенно крупнее, чем уездный город Сураж.
С 11 июля 1919 года Суражский уезд передан в состав Гомельской губернии. С 14 июля 1921 года путём перенесения уездного центра из Суража в Клинцы, Суражский уезд был ликвидирован, его правопреемником стал Клинцовский уезд в составе Гомельской губернии. С введением 14 января 1929 года новых административно-территориальных единиц (областей и районов), Клинцовский уезд был расформирован. Сураж становится районным центром в составе Клинцовского округа Западной области. С 19 октября 1937 года Суражский район в Орловской области. С 5 июля 1944 года Суражский район в Брянской области.
Ныне территория Суражского уезда входит в состав Брянской области (кроме села Казацкие Болсуны и деревни Неглюбка, относящихся к Гомельской области Белоруссии).

## География и население
Уезд находился в северо-западной части губернии, на востоке граничил с Мглинским, на юге — с Новозыбковским и Стародубским уездами Черниговской губернии, а на севере и западе — с Могилёвской губернией. С запада на восток уезд простирался на 90 верст (96 км), а с севера на юг — на 60 верст (64 км). Площадь уезда, по Стрельбицкому, составляла 3639,5 верст², а по данным межевания — 3559,3 верст², или 370 764 десятин (4 050 км²). В состав уезда входило 303 населённых пункта.
По данным переписи населения Российской империи 1897 года, в уезде проживало 186 297 человек, из них 69,4 % — белорусы, 24,9 % — великороссы, 5,33 % — евреи. Таким образом, Суражский уезд являлся единственным этнически «белорусским» уездом своей губернии. Однако в переписи 1926 г. большинство населения этой территории предпочло уже указать себя «русскими» (новое название великороссов), а не белорусами.
В начале XX века Суражский уезд стал крупнейшим уездом губернии по числу жителей.

## Административное деление
По состоянию на 1890 год, в состав уезда входило 3 стана и 15 волостей:
| Волость                           | Волостной центр                     | Количество сельских обществ |
| --------------------------------- | ----------------------------------- | --------------------------- |
| І стан                            |                                     |                             |
| Ляличская                         | Ляличи                              | 19                          |
| Кулагская                         | Кулаги                              | 14                          |
| Голубовская                       | Голубовка (ныне Коржовка-Голубовка) | 18                          |
| Тулуковская                       | Тулуковщина                         | 14                          |
| ІІ стан                           |                                     |                             |
| Душатинская                       | Душатин                             | 28                          |
| Новодроковская                    | Новый Дроков                        | 19                          |
| Буднянская (Струговобудская)      | Струговская Буда (Стругова Буда)    | 8                           |
| Гордеевская                       | Гордеевка                           | 23                          |
| Уношевская                        | Уношево                             | 18                          |
| Заборская                         | Заборье                             | 13                          |
| ІІІ стан                          |                                     |                             |
| Поповогорская                     | Попова Гора (ныне Красная Гора)     | 12                          |
| Верещакская                       | Верещаки                            | 9                           |
| Лотаковская                       | Лотаки                              | 23                          |
| Петровскобудская (Петровобудская) | Петровская Буда (ныне Петрова Буда) | 7                           |
| Ущерпская                         | Ущерпье                             | 11                          |